# Tueur à la chaîne
Un tueur à la chaîne (traduction de l'anglais spree killer) est un assassin qui commet plusieurs meurtres dans un laps de temps très court, généralement quelques heures, voire quelques minutes, sans se soucier de l'identité des victimes, tuant toute personne qu'il rencontre sur son chemin, y compris des membres de sa famille.
La plupart des tueurs à la chaîne agissent par instabilité mentale ou sous influence, ou sont clairement animés d'intentions suicidaires. Leur identité est rapidement connue, ce qui les pousse à terminer leur massacre soit en se suicidant, soit en se préparant à être abattus lors de la confrontation avec la police, ce qu'on qualifie de suicide par police interposée.
Le tueur à la chaîne se distingue du tueur de masse, qui reste généralement attaché à un lieu de crime unique, tuant un grand nombre de personnes en un seul grand événement, et du tueur en série (serial killer en anglais), qui tue une personne à la fois mais sur une plus longue période. Aux États-Unis d'Amérique, on a classé à part les massacres dans les écoles (massacre scolaire), comme sous-catégorie de tuerie à la chaîne, du fait de leur récurrence depuis la fin des années 1990.
Les listes qui suivent recensent quelques exemples emblématiques et ne sauraient être exhaustives.

## Tueurs à la chaîne dans le monde
- Kumatarō Kido et Yagorō Tani, Japon : tuent 11 personnes en mai 1893 dans le village d'Akasaka (rattaché au district de Minamikawachi de la préfecture d'Osaka), avant de se suicider.

- Mutsuo Toi (1917-1938), Japon : auteur du « massacre de Tsuyama » ; le 21 mai 1938, il tue trente personnes en une heure et demie avec une arme à feu et un sabre, puis se suicide.

- Woo Bum-Kon (1955-1982), Corée : auteur du « massacre d'Uireyeong » ; le 26 avril 1982, en huit heures, il tue cinquante-sept personnes dans son village à Gyeongsangnam-do avec des grenades et une Carabine M1, puis se suicide le 27 avril.

- Denis Lortie (1959-), Canada : il planifie l'attentat du 8 mai 1984 contre le Premier ministre du Québec René Lévesque et les députés du Parti québécois à l'Assemblée Nationale du Québec. Du fait de son manque d'organisation et d'un très grand coup de chance impliquant sa visite dans une station de radio[pas clair], il ne réussit à abattre aucun député, mais tue trois personnes et en blesse treize autres, sans lien avec les cibles visées.

- James Huberty, États-Unis : il tue vingt et une personnes et en blesse dix-neuf dans un restaurant McDonald's à San Diego, le 18 juillet 1984. Le massacre du McDonald's de San Ysidro était considéré comme la tuerie la plus meurtrière aux États-Unis avant que la fusillade du Luby's survienne en 1991[1],[2].

- Patrick Sherrill (en) (1941-1986), États-Unis : lors de la fusillade au bureau de poste d'Edmond (en) dans l'Oklahoma, le 20 août 1986, il tue quatorze personnes dont six de ses collègues de la poste avec deux pistolets. Il inspire l'expression « going postal » (quelqu'un qui devient subitement violent et incontrôlable)[3].

- Michael Robert Ryan (1960-1987), Angleterre : auteur du massacre de Hungerford ; le 19 août 1987, il tue seize personnes à Hungerford dans le Berkshire et se suicide. Certains tabloïds accusent alors le film Rambo d'avoir inspiré son acte.

- James Edward Pough (en) (1948-1990), États-Unis : les 17 et 18 juin 1990, il tue onze personnes à Jacksonville en Floride.

- David Malcolm Gray (1956-1990), Nouvelle-Zélande : auteur du massacre d'Aramoana ; les 13 et 14 novembre 1990, il tue treize personnes avec un fusil à Aramoana. Il est abattu par la police.

- Wade Frankum (1958-1991), Australie : auteur du massacre de Strathfield (en) ; le 17 août 1991, il tue sept personnes et en blesse six, à Strathfield (en). Il se suicide d'une balle dans la tête.

- Tian Ming Jian, Chine : le 20 septembre 1994, il tue vingt-huit personnes avant d'être abattu par la police[4].

- Martin Bryant (1967-), Australie : auteur du massacre de Port Arthur ; le 28 avril 1996, il tue trente-cinq personnes à Port Arthur (Tasmanie) avec deux semi-automatiques ; il est arrêté par la police[5].

- Bulelani Vukwana (en) (1973-2002), Afrique du Sud : le 9 février 2002, après une dispute avec sa compagne, il tue onze personnes à Mdantsane (en)[6].

- Xinghua Qiu, Chine : du 14 au 31 juillet 2006, il tue onze personnes à Ankang et à Suizhou. Il a été condamné à mort[7].

- Masahiro Kanagawa (1983-2013), Japon : auteur du massacre de Tsuchiura, le 19 mars 2008. Il tue un homme de soixante-douze ans puis poignarde huit personnes, faisant une seconde victime de vingt-sept ans. Il est condamné à mort et exécuté en 2013.

- Tomohiro Katō (1982-2022), Japon : auteur du massacre d'Akihabara ; le 8 juin 2008, il tue sept personnes et tente de se suicider en projetant sa voiture contre un mur.

- Derrick Bird (?-2010), Angleterre : auteur du massacre de Cumbria (en) ; chauffeur de taxi, le 2 juin 2010, il abat douze personnes, en blesse onze autres et se suicide.[réf. nécessaire]

- Anders Behring Breivik (1979-), Norvège : le 22 juillet 2011, il tue 8 personnes en faisant exploser une voiture piégée dans le centre-ville d'Oslo, puis en tue 69 autres avec un fusil d'assaut lors d'un rassemblement des jeunes travaillistes norvégiens.

- Brenton Tarrant (1990-), Nouvelle-Zélande : auteur des attentats de Christchurch le 15 mars 2019, il tue 42 personnes, tous de religion musulmane, à la mosquée de Al Noor dans la ville, puis 7 autres au centre islamique de Linwood à proximité, tous avec deux armes semi-automatiques.

## Tueurs à la chaîne en France
- Guy Martel (1944-) : professeur, il tue sept personnes et en blesse cinq autres le 19 juin 1985 en Ille-et-Vilaine et dans les Côtes-d'Armor.

- Christian Dornier (1958-) : fermier, il tue quatorze personnes le 12 juillet 1989 à Luxiol. Reconnu irresponsable, il n'a pas été jugé et est interné dans un hôpital psychiatrique à Sarreguemines depuis 1991.
- Florence Rey (1975-) et Audry Maupin (1972-1994) : couple d'étudiants anarchistes d'extrême gauche, le 4 octobre 1994 ils braquent la pré-fourrière de Pantin pour voler les armes des gardiens et prennent en otage un taxi et son passager, puis ils tuent trois policiers sur la Place de la Nation et en blessent deux autres. Le chauffeur de taxi est également tué et deux passants sont blessés, ainsi que le conducteur d'une Renault Super 5 qu'ils venaient de prendre en otage. Audry Maupin est tué dans un échange de coups de feu avec les policiers, tandis que Florence Rey est arrêtée et condamnée en 1998 à 20 ans de réclusion criminelle.

- Éric Borel (1978-1995) : élève en lycée technique alors âgé de seize ans, il tue quatorze personnes le 24 septembre 1995, dont son beau-père, sa mère et son frère, à Cuers et Solliès-Pont, puis se suicide. Il avait sur lui une batte de baseball, une carabine .22 Long Rifle, un marteau et un pistolet. Il vouait une admiration au national-socialisme[8].
- Habib Mezaoui : le 11 aout 2001, lors d'un braquage de la Caisse D'Epargne de Cergy, il tue le directeur de l'agence et le conseiller financier, dans sa fuite il tue un troisième homme pour lui voler sa voiture. Il est condamné à 30 ans de réclusion criminelle.

- Jean-Pierre Roux-Durraffourt (1957-) : le 29 octobre 2001, lors de la tuerie de Tours, il tue quatre hommes et en blesse onze autres à Tours. Il a été condamné à la réclusion à perpétuité.

- Richard Durn : Le 26 mars 2002, il s'introduit avec des armes dans l’hôtel de ville de Nanterre. Il tue huit personnes du conseil municipal et en blesse grièvement 14 autres. Il se suicide deux jours plus tard en se défenestrant du 4e étage du Quai des Orfèvres, à Paris, alors qu'il était interrogé par deux policiers.

- Joachim Toro (1932-) : auteur de la « tuerie de Rivesaltes » ; plombier retraité, il abat trois hommes et blesse deux personnes à Rivesaltes le 3 mars 2011. Il a été est condamné à trente ans de réclusion criminelle[réf. nécessaire].

- Karl Rose (1993-) : auteur de la « tuerie d'Istres » ; le 25 avril 2013, il abat trois hommes et blesse une femme à Istres. Il est condamné à la réclusion criminelle à perpétuité dont vingt-deux ans de sûreté[réf. nécessaire].
- Fissenou Sacko (1993-) : entre le 26 et le 27 décembre 2016, il tue à coups de couteau une femme à Chabeuil, puis un couple de personnes âgées à Montvendre, puis tue une autre femme et blesse un homme devant un supermarché à Orange. Déclaré irresponsable pénalement, il est interné en psychiatrie.

## Au cinéma
- Natural Born Killers (1994) d'Oliver Stone ;
- Bowling for Columbine (2002) de Michael Moore (documentaire sur la tuerie de Columbine) ;
- Elephant (2003) de Gus Van Sant (film scénarisé inspiré de la tuerie de Columbine) ;
- Rampage (2009) et Assault on Wall Street (2013) d'Uwe Boll.